# Mongeville
 (mars 2016).
Si vous disposez d'ouvrages ou d'articles de référence ou si vous connaissez des sites web de qualité traitant du thème abordé ici, merci de compléter l'article en donnant les références utiles à sa vérifiabilité et en les liant à la section « Notes et références ».
Mongeville est une série policière française produite par la société de production Son & Lumière, créée par Jacques Santamaria, et diffusée sur France 3 à partir du 13 avril 2013. La série est arrêtée, selon la volonté de la chaîne, et le dernier épisode a été diffusé le 27 novembre 2021.
Elle est rediffusée sur Polar+ puis sur C8 et enfin sur TMC depuis juillet 2025.

## Synopsis
Juge d'instruction en retraite, mais fin limier en pleine activité, Antoine Mongeville s’immisce dans les enquêtes mystérieuses de sa jeune protégée, Valentine Duteil, capitaine à la police judiciaire de Bordeaux. À partir de l'épisode 23, l'équipe est transférée à Lyon.
En fil rouge de la série, le juge enquête sur la disparition de sa fille Laurence en 2004. Mais en cours de série, après l'épisode 4 Mortelle mélodie le sujet n'est plus abordé et aucun dénouement n'est révélé au téléspectateur.

## Fiche technique
- Création : Jacques Santamaria
- Production : Daniel Dubois et Vassili Clert
- Musique : Patrick Faure puis Philippe Kelly
- Photographie : Philippe Pavans de Ceccatty (1 à 9 ; 11, 12), Christophe Legal (10)
- Direction littéraire : Thierry Depambour, Fabien Champion (à partir de l'épisode 8)
- Société de production : Son & Lumière, avec la participation de France Télévisions
- Pays d'origine :  France
- Durée : 90 minutes

## Distribution

### Acteurs principaux
- Francis Perrin : Juge Antoine Mongeville
- Marie Mouté : Lieutenant Axelle Ferrano (saison 1, 3 épisodes)
- Gaëlle Bona : Lieutenant puis Capitaine Valentine Duteil (à partir de la saison 2 épisode 1)
- Pierre Aussedat : Commissaire Michel Briare
- Christiane Bopp : Docteur Pauline Duchêne, médecin légiste (depuis saison 1)
- Jean-Philippe Lachaud : Lieutenant Stéphane Veillon (depuis saison 1)

### Acteurs récurrents

#### Saison 1
- Roland Copé : Lucien Belfon (épisodes 1 et 2)
- Isabelle Petit-Jacques : la mère d'Axelle Ferrano (épisode 2)
- Gauthier Baillot : Capitaine Julien Lemaire, commandant du groupe d'Axelle Ferrano (saison 1 et saison 2 épisode 1)
- Léa Wiazemsky : Laurence Mongeville, fille du juge Mongeville (depuis épisode 3, saison 1)
- Gabrielle Forest : Jeanne Mongeville, épouse du juge Mongeville (depuis épisode 3, saison 1)

#### Saison 2
- Marc Depond : Sylvestre (épisodes 2, 3)

## Épisodes

### Liste des épisodes
| No épisode  | Saison | Titre de l'épisode                            | Réalisateur        | Acteurs invités                                                                     | Première diffusion FR | Audience TV (France) | Part de marché        |
| ----------- | ------ | --------------------------------------------- | ------------------ | ----------------------------------------------------------------------------------- | --------------------- | -------------------- | --------------------- |
| 1           | 1      | La nuit des loups                             | Jacques Santamaria | Valérie Nataf, Christophe Reymond, François Delaive                                 | 13 avril 2013         | 3 040 000            | 12,7                  |
| 2           | 1      | À l’heure de notre mort                       | Jacques Santamaria | Gabrielle Forest, Jean-Charles Chagachbanian, Léa Wiazemsky                         | 29 mars 2014          | 2 930 000            | 12,7                  |
| 3           | 1      | Le dossier Phébus                             | Jacques Santamaria | Mala Guéritte, Erick Deshors, Jean Cordier                                          | 17 mai 2014           | 2 526 000            | 12,4                  |
| 4           | 2      | Mortelle mélodie                              | Bruno Garcia       | Isabelle de Botton, Gaëlle Lebert, Arnaud Binard                                    | 11 avril 2015         | 3 682 000            | 15,9                  |
| 5           | 2      | Un silence de mort                            | Bruno Garcia       | Ludmila Mikaël, Jean-François Garreaud, Laurent Bateau                              | 18 avril 2015         | 3 188 000            | 16,4                  |
| 6           | 2      | Les ombres d’un doute                         | Bruno Garcia       | Delphine Cogniard, Julien Boisselier, Marius Colucci                                | 25 avril 2015         | 3 411 000            | 15,3                  |
| 7           | 3      | Disparition inquiétante                       | Hervé Brami        | Camille Japy, Aladin Reibel, Anne Benoît                                            | 12 mars 2016          | 3 595 000            | 16,0[réf. nécessaire] |
| 8           | 3      | Retour au palais                              | Sylvie Ayme        | Natalia Dontcheva, Guillaume Cramoisan, Jean-François Toulouse                      | 19 mars 2016          | 3 025 000            | 13,1                  |
| 9           | 3      | Comme un battement d’ailes                    | Sylvie Ayme        | Isabel Otero, Emilie Hantz, Chloé Stefani                                           | 26 mars 2016          | 3 403 000            | 15,8                  |
| 10          | 3      | Légende vivante                               | René Manzor        | Macha Méril, Marie-Claude Pietragalla, Bruno Wolkowitch                             | 2 avril 2016          | 3 844 000            | 17,1                  |
| 11          | 3      | Faute de goût                                 | Stéphane Malhuret  | Isabelle Renauld, Frédéric Quiring, Pierre-Yves Bon, Alexia Portal                  | 5 novembre 2016       | 3 964 000            | 17,5                  |
| 12          | 3      | Amicalement meurtre                           | Stéphane Malhuret  | Vanessa Larré, Xavier Lemaître, Stéphan Guérin-Tillié, Franck de la Personne        | 12 novembre 2016      | 3 440 000            | 15,7                  |
| Crossover 1 | HS     | Mongeville et Magellan (Folle jeunesse)       | Etienne Dhaene     | Clémence Bretécher, Guillaume Denaiffe, Alexandra Mercouroff                        | 19 novembre 2016      | 4 508 000            | 19,8                  |
| 13          | 4      | Séminaire à vif                               | Bruno Garcia       | Catherine Wilkening, Bernard Yerlès, Yvon Back                                      | 25 novembre 2017      | 4 338 000            | 19,6                  |
| 14          | 4      | Parfum d’amour                                | Marwen Abdallah    | Marianne Basler, Théo Frilet, Constance Labbé                                       | 2 décembre 2017       | 4 376 000            | 19,1                  |
| 15          | 4      | Meurtre à la une                              | Marwen Abdallah    | Samira Lachhab, Olivier Sitruk, Claire-Lise Lecerf                                  | 9 décembre 2017       | 4 638 000            | 20,9                  |
| Crossover 2 | HS     | Mongeville et Magellan (Un amour de jeunesse) | Emmanuel Rigaut    | Elisa Servier, François-Eric Gendron, Florence Coste                                | 5 mai 2018            | 4 195 000            | 20,6                  |
| 16          | 4      | La porte de fer                               | Delphine Lemoine   | Andréa Ferréol, Eric Berger, Hélène Seuzaret                                        | 19 mai 2018           | 4 139 000            | 21,3                  |
| 17          | 5      | Vénus maudite                                 | Bénédicte Delmas   | Armelle Deutsch, Quentin Faure, Marianne James                                      | 8 décembre 2018       | 4 471 000            | 21,3                  |
| 18          | 5      | Le port de l’angoisse                         | Bénédicte Delmas   | Laure Marsac, Chick Ortega, Laëtitia Eïdo                                           | 27 avril 2019         | 3 724 000            | 17,7                  |
| 19          | 5      | La ferme de Louise                            | Dominique Ladoge   | Anny Duperey, Joël Dupuch, Olivier Pagès                                            | 7 décembre 2019       | 4 131 000            | 21,4                  |
| 20          | 5      | Remous en thalasso                            | Dominique Ladoge   | Agnès Soral, Philippe Candeloro, Carole Richert                                     | 14 décembre 2019      | 4 117 000            | 18,9                  |
| 21          | 6      | Mauvaise foi                                  | Edwin Baily        | Catherine Jacob, Natacha Régnier                                                    | 4 avril 2020          | 5 381 000            | 20,6                  |
| 22          | 6      | Le mâle des montagnes                         | Edwin Baily        | Annelise Hesme, Jean-Marie Winling, Annick Blancheteau                              | 11 avril 2020         | 5 863 000            | 22,6                  |
| 23          | 6      | Écran de fumée                                | Denis Malleval     | Laurence Boccolini, Édouard Montoute, Guillaume Arnault, Étienne Diallo, Anne Comte | 21 novembre 2020      | 5 544 000            | 21,9                  |
| 24          | 7      | Le Bal des tartuffes                          | Denis Malleval     | Emmanuel Salinger, Vincent Winterhalter                                             | 28 novembre 2020      | 5 073 000            | 19,6                  |
| 25          | 7      | Les Ficelles du métier                        | Edwin Baily        | Ségolène Prunier, Alexis Loret                                                      | 10 avril 2021         | 5 028 000            | 20,7                  |
| 26          | 7      | Béton armé                                    | Edwin Baily        | Sophie Quinton, Marc Wilhelm                                                        | 27 novembre 2021      | 4 470 000            | 22,5                  |

- Le plus haut chiffre d'audience
- Le plus bas chiffre d'audience

### Saison 1

#### Épisode 1:La Nuit des loups
- France : 13 avril 2013

- France : 3,04 millions de téléspectateurs (12,7 % de part d'audience)[1] (première diffusion)

- - Valérie Nataf : Anna
  - Audrey Beaulieu : Marie Sancier
  - Peggy Leray : Nora Sylvain
  - Christophe Reymond : Eric Belinsky
  - François Delaive : Christophe Villebon
  - Cyril Long : Martin Jautrot
  - Stéphanie Bataille : Madame Belinsky
  - Marguerite Dabrin : Julie Corey
  - Jean-Pierre Bertrand : patron bistrot
  - Marie Berto : Madame Dumont
  - Roger Muni : Monsieur Dumont
  - Roger Contebardo : patron du domaine de Saint Vallier
  - Jean-Philippe Lachaud : coéquipier Axelle
  - Pascal Lambert : commercial Belinski
  - Gabriel Forest
  - Léa Wiazemsky : Laurence Mongeville
  - Fabien Bassot

#### Épisode 2:À l'heure de notre mort
- Réalisation : Jacques Santamaria
- Scénario : Anne Queinnec
- Première diffusion  France : 29 mars 2014
- Audience :  France : 2,928 millions de téléspectateurs (12,7 % de part d'audience)[2]
- Synopsis :
  - L'institution Saint-Louis était autrefois un pensionnat réputé. Ce n'est plus aujourd'hui qu'une grande bâtisse désaffectée, fermée depuis trente ans et où l'on vient de retrouver le corps d'un homme, l’abbé Mazard, qui fut directeur de l’établissement dans les années 30. Le lieutenant Ferrano retrouve à cette occasion le juge Mongeville qui dispose d'informations au sujet d'un ancienne affaire concernant St Louis : à la fin des années 70, un élève aurait volontairement provoqué la noyade de l'un de ses camarades dans la Garonne. Pour cette enquête, il va leur falloir pourtant remonter beaucoup plus loin dans le passé, presque 80 ans en arrière, à l'époque où le pensionnat était encore un orphelinat. Derrière ses murs se cache l'une des pires affaires de l'entre-deux-guerres, la clef du meurtre de Mazard.

- Distribution :

- Gabrielle Forest : Sophie Mongeville
- Jean-Charles Chagachbanian : Docteur Chaumette
- Gauthier Baillot : Commandant Julien Lemaire
- Isabelle Petit-Jacques : Mère d'Axelle
- Léa Wiazemsky : Laurence Mongeville
- Philippe Duclos : Député Marc Vaudreuil
- Roland Copé : Lucien Belfond
- Yves Verhoeven : William Belfond
- Véronique Volta : Claire Laffargue
- Daniel Villattes : Abbé Mazard
- Jean Mourière : Philippe Cazenave
- Jean-Pierre Bertrand: Patron de la brasserie
- Marlène Veyriras: Céline Ortega
- Jeff Bigot: L'architecte
- Jean-Pierre Hébrard: Le promoteur
- Amandine Pommier: Infirmière Saint Louis
- Renaud Marchal: Docteur Flamand
- France Darry: Madame Cazenave mère
- Louis Monnier: Lucien Belfond enfant
- Roman Derlich: Garçon dortoir

- Tournage :

Villes de Bassens, Blanquefort, Bordeaux, Lormont, Macau, Saint-Aubin-de-Médoc,
Villenave-d'Ornon.

#### Épisode 3:Le Dossier Phébus
- Réalisation : Jacques Santamaria
- Scénario : Jacques Santamaria
- Première diffusion  France : 17 mai 2014
- Audience :  France : 2,526 millions de téléspectateurs (12,4 % de part d'audience)[3]
- Synopsis :
  - Le juge Delvaux a été assassiné. Attentat à la voiture piégée, sous les yeux du juge Mongeville, à la sortie d'un restaurant. Le lieutenant Ferrano reprend contact avec le juge car Arnaud Huchet, un homme que lui et Delvaux ont condamné douze ans auparavant pour le meurtre de sa femme, est sorti de prison. Est-il décidé à se venger ? Mongeville serait-il menacé à son tour ? Le juge voit ressurgir ses doutes sur la culpabilité de Huchet. Il décide d'en parler à Huchet lui-même mais le lendemain, ce dernier est à son tour assassiné. Axelle et Mongeville vont devoir reprendre l'affaire depuis le début et une terrible machination va alors être mise à jour...
- Distribution :
  - Gauthier Baillot : Commandant Julien Lemaire
  - Maïa Guéritte : Alice Huchet et Caroline Ballestra
  - Erick Deshors : Arnaud Huchet
  - Jean Cordier : Juge Simon Delvaux
  - Philippe Duclos : Député Marc Vaudreuil
  - Pierre Dourlens : Capitaine Bordas
  - Stéphane Blancafort : Florent Lovoy
  - Vincent Jouan : Nicolas Ranquin
  - Gabrielle Forest : Sophie Mongeville
  - Léa Wiazemsky : Laurence Mongeville
  - Jean-Pierre Bertrand : patron de la brasserie

### Saison 2

#### Épisode 1:Mortelle Mélodie
- Réalisation : Bruno Garcia
- Scénario : Jean Dell
- Première diffusion  France : 11 avril 2015
- Audience :  France : 3,682 millions de téléspectateurs (15,9 % de part d'audience)[4]
- Synopsis :
  - Dernier requiem pour Lucie Blanchet, victime d'une crise cardiaque dans l'église où elle dirigeait un concert. Simple spectateur, le juge Mongeville est intrigué par la présence sur les lieux d'une gerbe de fleurs au nom de la chef de chœur. Il a des doutes. La mort ne lui paraît pas naturelle. Mais il est bien le seul à le croire. « La police a autre chose à faire que d'écouter les théories fumeuses d'un magistrat à la retraite ! » s'emporte le commissaire Briare. C'est sans compter avec l'arrivée d'une jeune femme insolente et un brin bordélique, le lieutenant Valentine Duteil. Franche et spontanée, elle va s'employer elle aussi à faire éclater la vérité. Comme à son habitude, Mongeville va s'immiscer dans l'enquête, même si dans le même temps, il reçoit enfin des nouvelles de sa fille, disparue depuis plusieurs années sans jamais donner signe de vie...
- Distribution :
  - Isabelle de Botton : Lucie Blanchet
  - Gaëlle Lebert : Katrina Dolan
  - Arnaud Binard : Maxime Vinet
  - Léa Wiazemsky : Laurence Mongeville
  - Marie-Christine Barrault : Catherine Lussac
  - Jean Dell : Jean-Charles Peyroux-Conti
  - Eric Naggar : Pierre Chazale
  - Antoine Chappey : Nicolas Frémont
  - Jan Caplin : le livreur
  - Jean-Marc Noirot-Cosson : le fleuriste
  - Yannick Saura : employé vignoble
  - Cécile Bayle : Femme témoin n°1
  - Anne Charneau : Femme témoin n°2
  - Fran Peleteiro : jardinier témoin
  - Marc Depond : Sylvestre
  - Alexandra Hoekenschnieder : Hôtesse banque Invest
  - Anne Cazenave : Cécile secrétaire
  - Catherine Hosmalin : Martine Demaistre
  - Sylvie Batby : Femme médecin

- Commentaires :
  - Premier épisode pour Francis Perrin sans son acolyte de la saison 1 ; Marie Mouté. Selon le comédien « Son talent n’est pas en cause. Mais si on voulait que la série s’installe dans la durée, il fallait un changement radical. Mongeville est un homme torturé par la disparition de sa fille, et le personnage d’Axelle Ferrano, avec son passé pesant, alourdissait l’ambiance générale. Il devenait urgent d’apporter une note de légèreté. »[12]. Le producteur Vassili Clert endosse totalement la paternité de ce changement d'orientation : « On allait dans le mur, il fallait réformer la série, lui redonner de la lumière et de la couleur ». « C'est ma décision et je l'assume. Je voulais reconstruire artistiquement la série autour de Francis Perrin, le rôle de Marie était trop lourd et ne collait plus. »[13]
- Lieu de tournage : Abbatiale Sainte-Croix de Bordeaux[14]

#### Épisode 2:Un silence de mort
- Réalisation : Bruno Garcia
- Scénario : Anne Queinnec et Simon Jablonka
- Première diffusion  France : 18 avril 2015
- Audience :  France : 3,188 millions de téléspectateurs (16,4 % de part d'audience)[5]
- Synopsis :
  - Pierre Marsac vient d'être retrouvé noyé dans un marécage des environs de Bordeaux. Accident, suicide ? Des éléments relevés sur place orientent la capitaine Duteil vers une autre possibilité : quelqu'un aurait tiré sur la victime afin de la pousser vers les sables mouvants... De son côté, le juge Mongeville voit avec surprise la femme du défunt prendre contact avec lui. Il s'agit d'une ancienne amie, Jeanne, avec qui il a vécu autrefois une grande histoire d'amour. Faisant jouer ses relations, Mongeville s'invite dans l'enquête de Valentine. Entre trafic de faux papiers, passion des armes à feu et secrets bien gardés, le duo aura fort à faire pour démasquer le coupable de la mort de cet homme manipulateur et autoritaire, haï par l'ensemble de ses proches...
- Distribution :
  - Ludmila Mikaël : Jeanne Marsac
  - Jean-François Garreaud : Pierre Marsac
  - Laurent Bateau : Martin Marsac
  - Benjamin Boyer : Arnaud Marsac
  - Mathilde Lebrequier : Solveig Marsac
  - Gersende Perrin : Marion Marsac
  - Marc Depond : Sylvestre
  - Vanessa Feuillatte : La secrétaire de Pierre Marsac
  - Raymond Forestier : Ziegler
  - Olivia Lancelot : Nelly Legrand
  - Didier Poulain : Franck Legrand
  - Lilian Simon-Brissard : Victor à 13 ans
- Lieu de tournage : Église Saint-Martin du Pout[15]
- Commentaire :
  - (Incohérence) Dans cet épisode, on nous montre Jean-François Garreaud dans une scène se déroulant dans le passé. Le comédien a l'âge qu'il a avant la mort de son personnage.

#### Épisode 3:Les Ombres d'un doute
- Réalisation : Bruno Garcia
- Scénario : Yann Le Gall et Cécile Maistre
- Première diffusion  France : 25 avril 2015
- Audience :  France : 3,411 millions de téléspectateurs (15,3 % de part d'audience)[6]
- Synopsis : 
  - Retour dans le passé pour le juge Mongeville : la découverte du corps dénudé d'une jeune fille dans une casse de voitures le ramène 7 ans en arrière. À l'époque il avait instruit le dossier d'un certain Jacques Charpentier accusé d'un meurtre tout à fait semblable. L'homme, après avoir été mis hors de cause, avait quitté Bordeaux et le véritable assassin n'avait jamais été retrouvé. Mongeville pressent que ce rebondissement cache une affaire bien plus grave qu'il n'y parait : Charpentier, de retour à Bordeaux pour se marier, n'aucun alibi solide pour le soir du meurtre. Le juge n'aurait-il pas commis une terrible erreur, sept ans auparavant ?
- Distribution :
  - Julien Boisselier : Jacques Charpentier
  - Marius Colucci : Florent Dentraygues (le journaliste)
  - Delphine Cogniard : Céline Dastet
  - Sophie Aubry : Brigitte Jourdan
  - Frédéric Bouchet : Régis Rimbaud
  - Fred Nony : Pascal Blondeau
  - Fabien Mairey : Jean-Pierre Preignac
  - Grégory Givernaud : Jérémie Cantet
  - Roxane Brumachon : Delphine
  - Mathieu Ehrhard : Le jeune homme
  - Bess Davies : La jeune fille
  - Marc Depond : Sylvestre

### Saison 3

#### Épisode 1:Disparition inquiétante
- Réalisation : Hervé Brami
- Scénario : Éric Kristy
- Première diffusion  France : 12 mars 2016
- Audience :  France : 3,595 millions de téléspectateurs (16,0 % de part d'audience)[réf. nécessaire]
- Synopsis : 
  - Les Vannier sont une famille bourgeoise à la tête d'un haras réputé dans la région bordelaise et dont la fille Émilie n'a plus donné signe de vie depuis plusieurs jours. À première vue, cela ressemble à une fugue, Émilie ayant eu une violente prise de bec avec son père lors de son entraînement. C'est en effet une cavalière émérite, promise à un grand avenir mais qui vit dans l'ombre de son frère mort d'un accident de voiture à la veille des JO. Antoine Mongeville n'écarte pas pourtant la piste criminelle : inimitiés et jalousies vont de pair avec la position dominante du centre équestre Vannier dans la région. Le duo de la capitaine de police et du juge ne dispose d'aucun indice solide pour son enquête mais à force d'opiniâtreté les haras vont se révéler remplis de secrets de famille que d'aucuns auraient préféré laisser cachés...
- Distribution :
  - Aladin Reibel : Jérôme Vannier
  - Camille Japy : Catherine Vannier
  - Anne Benoît : Hélène Vannier
  - Pauline Briand : Emilie Vannier
  - Guillaume Pottier : Damien Santini
  - Logan de Carvalho : Ludovic Werner
  - Albert Goldberg : Franck Reinhard
  - Bénédicte Dessombz : Juliana Reinhard
  - Suzanne Rault-Balet : Sydney
  - Chantal Ravalec : Madame Redda
  - Sébastien Genebes : Journaliste
  - Jules Ferran : Major Gendarme
  - David Mira-Jover : médecin
  - Laurence Ruatti : infirmière

#### Épisode 2:Retour au palais
- Réalisation : Sylvie Ayme
- Scénario : Robin Barataud
- Première diffusion  France : 19 mars 2016
- Audience :  France : 3,025 millions de téléspectateurs (13,1 % de part d'audience)[7]
- Synopsis : 
  - Il y avait le juge Michel au début des années 80, il y aura désormais le juge Legoff, abattu de deux balles de 9 mm devant le Palais de justice de Bordeaux, par un tueur à moto qui a ensuite pris la fuite, sous les yeux médusés de son meilleur ami le juge Fioravanti. Pour Mongeville, ébranlé par le drame (il avait bien connu Legoff alors jeune auditeur de justice à ses côtés), participer activement à l'enquête menée par la capitaine Duteil est une évidence. « Réservé, travailleur et d'une totale intégrité » aujourd'hui comme hier, Legoff s'était attiré au cours de sa carrière au moins autant de rancœurs qu'il avait instruit de dossiers. Du simple quidam à l'Élu de la République, nombreux étaient ceux qui pouvaient vouloir se venger d'un homme solitaire qui avait vu Fioravanti épouser sa fiancée d'alors. Des docks sur les quais aux arcanes du pouvoir, pour le retour de Mongeville au palais, Valentine et le juge vont faire face à une enquête pour la moins difficile.
- Distribution :
  - Natalia Dontcheva : Clara Fioravanti
  - Guillaume Cramoisan : Richard Fioravanti
  - Jean-François Toulouse : Loïc Legoff
  - Philippe Duclos : Député Marc Vaudreuil
  - Fabien Bassot : Aymeric Platini
  - Catherine Alcover : Simone Perrault
  - Léa Pelletant : Martine
  - Pascal Elso : Emmanuel Voisin
  - Moussa Oudjani : Barman tennis club
  - Marianne Ploquin : Journaliste Fioravanti
  - Kokou Namo Ehah : Journaliste Vaudreuil
  - Sophie Fougère : Delphine Voisin
  - Renaud Calvet : Gilbert Vilard
  - Gaëlle Battut : jeune fille tribunal
  - Elisabeth Duda : Bénédicte Fischer
  - Sonia Erhard : Pompier
  - Maxime Daurel : Professeur de tennis
  - Marc Depond : Sylvestre
- Commentaire :
  - (Incohérence) Dans cet épisode on retrouve le député Vaudreuil libre alors qu'il avait été arrêté quelques mois plus tôt pour homicide (Saison 1, épisode 3).

#### Épisode 3:Comme un battement d'ailes
- Réalisation : Sylvie Ayme
- Scénario : Simon Jablonka et Elsa Marpeau
- Première diffusion  France : 26 mars 2016
- Audience :  France : 3,403 millions de téléspectateurs (15,8 % de part d'audience)[8]
- Synopsis : 
  - Un homicide au parc ornithologique, en voilà une bonne raison pour Mongeville de venir fouiner aux côtés de la capitaine Duteil ! On a retrouvé Luc Debord, jeune doctorant en stage dans la réserve, transpercé par une flèche. Il travaillait sous la houlette de Béatrice Lesparre, une brillante mais excentrique chercheuse qui vit dans le parc avec ses deux filles Claire et Amélie. Valentine et Antoine vont devoir démêler les relations amoureuses des deux sœurs et braver une mère surprotectrice qui impose un étrange matriarcat à ses enfants pour compter entrevoir la vérité. D'autant que Claire a disparu et que dès lors se pose la question : a-t-elle tué ou été tuée ?
- Distribution :
  - Isabel Otero : Béatrice Lesparre
  - Émilie Hantz : Claire Lesparre
  - Chloé Stefani : Amélie Lesparre
  - Jérémie Poppe : Sébastien Ollier
  - Kevin Rouxel : Luc Debord
  - Stella Trotonda : Angélique Launay
  - Christian Loustau : François Cottet
  - Loïc Rojouan : Jean-Patrick Launay
  - Sophie Vaslot : Avocate Béatrice Lesparre
  - Anne Saffore : Commandant de l'IGPN
  - Margherita Oscuro : Gérante centre commercial
  - Shemss Audat : Vendeuse boutique
  - Renaud Calvet : Gilbert Vilard
  - Clarisse Perrin : Petite fille touriste
  - Fabien Bassot : Aymeric Platini
  - Marc Depond : Sylvestre
- Lieu de tournage : Réserve ornithologique de Braud et Saint Louis[16]

#### Épisode 4:Légende vivante
- Réalisation : René Manzor
- Scénario : Fabien Champion
- Première diffusion  France : 2 avril 2016
- Audience :  France : 3,844 millions de téléspectateurs (17,1 % de part d'audience)[9]
- Synopsis : 
  - Dernières répétitions à l'Opéra de Bordeaux : le concours d'intégration au Corps de Ballet approche et il y aura peu d'élu(e)s. En pleine répétition avec une jeune danseuse, Martin Novak, professeur star de l'École de danse, est pris de violentes crampes. Rapidement il s'écroule, suffoque et meurt, totalement paralysé. Cette légende vivante de la danse, ce « démiurge, capable de transformer des citrouilles en princesses » selon les dires du Directeur, vient d'être assassiné. Le curare, un puissant anesthésique, déposé dans ses chaussons, en est la cause. Qui voulait la mort de l'ancienne étoile ? Un directeur qui aurait souffert de l'ombre que lui faisait ce professeur trop populaire ? Un ancien élève prometteur tombé soudain en disgrâce ? Une ancienne jalousie professionnelle du temps de l'Opéra de Paris ? Ou alors la solution se trouve-t-elle dans le passé de la victime, méticuleusement réécrit pour en gommer les aspects les moins reluisants ? Une enquête en demi-pointes pour Mongeville et Valentine qui renoue là avec sa passion d'enfance.
- Distribution :
  - Macha Méril : Natasha de Frénac
  - Marie-Claude Pietragalla : Letizia Jacomino
  - Bruno Wolkowitch : Martin Novak
  - Valentin Merlet : Jules Petitbon
  - Alexia Giordano : Karine Grand
  - Christophe Mirabel : Benoît Franget
  - Léo Pochat : Victor Raynaud
  - Jérôme Fonlupt : Maître Dieu, l'avocat de Natasha de Frénac
  - Marie Coutance : Zoé
  - François Guétary : Pascal Raynaud
  - Nadia Larbiouene : La journaliste
  - Pierre Desmaret : Le gardien
  - Gérard Chaillou : Paul Jolivet
  - Anny Vogel : Elisabeth Jeuland
  - Marc Depond : Sylvestre
  - Ilona Bachelier : Alix de Frénac
  - Jérôme Oussou : Breakdance
  - Guillaume Gamand : Manager
  - Damien Habouzit : Policier
  - Karine Revelant : Médecin
- Lieux de tournage : Opéra de Lyon
- Commentaire :
  - Il y a une coquille dans l'article de Grand Ouest (sic) au sujet de la soi-disant nomination de Mongeville au Conseil Supérieur de la Magistrature (22:53) : il est écrit « magristrat » au lieu de « magistrat ».

#### Épisode 5:Faute de goût
- Réalisation : Stéphane Malhuret
- Scénario : Éric Rognard
- Première diffusion  France : 5 novembre 2016
- Audience :  France : 3,964 millions de téléspectateurs (17,5 % de part d'audience)[10]
- Synopsis : 
  - Une critique gastronomique empoisonnée dans un restaurant gastronomique, ça ne manque pas de sel ! Toque et tablier pour Valentine et Mongeville qui s'invitent dans l'arrière-cuisine des grandes tables bordelaises. Faiseuse de rois avec ses articles dans un guide célèbre, Julie Decker savait également se montrer dure quand le résultat n'était pas à la hauteur. Son parcours cristallisait pas mal de ressentiment dans ce milieu encore essentiellement masculin et les suspects ne manquent pas. À commencer par Pierre Lelandais, le chef du restaurant où elle a trouvé la mort et qui ne lui a jamais pardonné de lui avoir fait perdre une étoile. Ensuite les confrères de Lelandais qui n'étaient pas en reste d'ailleurs, secrètement ligués contre elle et ses méthodes. À moins que le chef Lelandais ait en réalité été lui-même visé par cet empoisonnement...
- Distribution :
  - Christian Rauth : Pierre Lelandais
  - Frédéric Quiring : Henri
  - Alexia Portal : Gaëlle
  - Guilaine Londez : Claude Bullion, la cheffe collègue de Lelandais
  - Pierre-Yves Bon : Charlie
  - Hélène de Saint-Père : Dany, l'épouse de Lelandais
  - Isabelle Renauld : Juliette DeKerville alias Julie Decker
  - Jean-François Coffin : Commis
  - Marion Lambert : Vanessa
  - Frédéric d'Elia : Jean Doucet
  - Guilaine Londez : Claude Bullion
  - Jean-Claude Calon : Perrier
  - Gilles Troulet : Chef Confrérie
  - Théo Ponce-Ludier : Sébastien
  - Antony De Azevedo : le voleur
  - Marie Segalen : le médecin

#### Épisode 6:Amicalement meurtre
- Réalisation : Stéphane Malhuret
- Scénario : Céline Guyot et Martin Guyot
- Première diffusion  France : 12 novembre 2016
- Audience :  France : 3,440 millions de téléspectateurs (15,7 % de part d'audience)[11]
- Synopsis :
  - Daniel Vergne est empoisonné dans un hôtel de Bordeaux arrivant des Etats-Unis pour une conférence, par quelqu'un qui s'est introduit dans sa chambre. Le tueur a mis du poison dans une bouteille d'eau. La victime souffrait du foie et devait prendre des cachets quatre fois par jour. Valentine et Mongeville interrogent son assistante. Mongeville pense que le mobile du crime n'est pas le vol de documents secrets que détenait Vergne. La nuit de sa mort, l'homme s'était rendu à une soirée avec d'anciens amis dont Rodolphe Miller. Mongeville découvre que Daniel Vergne a quitté la soirée pour se rendre à un autre rendez-vous. L'enquête se poursuit auprès de Stanislas Lagnau, invité de la soirée, qui voulait faire des affaires avec Vergne. Ce dernier, à travers une société, avait racheté l'entreprise de Lagnau. Mongeville découvre que Daniel Vergne (venu d'un milieu modeste) était désireux de se venger d'anciens camarades issus de familles fortunées, "Le gang des héritiers", qui l'ont fait accuser à tort de tricherie à l'université, provoquant son renvoi. La soirée était organisée par Anne Rochouant, épouse d'un politicien, elle aussi ancienne camarade d'université de Vergne.

- Distribution :
  - Vanessa Larré : Anne Rochouant
  - Xavier Lemaître : Marc Rochouant
  - Stéphan Guérin-Tillié : Daniel Vergne
  - Franck de Lapersonne : Rodolphe Miller
  - Olivier Balazuc : Stanislas Lagnau
  - Jessica Boyde : Naomi
  - Noëlla Dussart-Finzi : Joséphine de Mèze
  - Amandine Pommier : Laurence Pinel
  - Agathe Quelquejay : stagiaire Grand Hôtel
  - Françoise Goubert : Fabienne
  - Fred Hebbada : réceptionniste Grand Hôtel
  - Ariane Zantain : Noémie - galerie
  - Mathieu Blazguez : flic
  - Marianne Valéry : Madame Salin

### Hors-Saison

#### Épisodecrossover1:Magellan et Mongeville - Folle Jeunesse
- Réalisation : Étienne Dhaene
- Scénario : Céline Guyot et Martin Guyot
- Première diffusion  France : 19 novembre 2016
- Audience :  France : 4,508 millions de téléspectateurs (19,8 % de part d'audience)
- Synopsis :
  - Deux jeunes filles, Laurène et Sabine, qui se trouvaient sous la pluie ont voulu arrêter un véhicule qui a délibéremment écrasé l'une d'elles, Sabine. La police arrête un jeune mécanicien d'un garage, Cédric Ballat, dont s'est occupé jadis le juge Mongeville. C'est l'occasion pour les deux hommes de se retrouver pour mener l'enquête. Cédric jure à Mongeville qu'il est innocent. L'ancien juge est le premier à découvrir que la mort de Sabine est un meurtre prémédité et non l'oeuvre d'un chauffard. L'enquête révèle que Sabine avait cessé ses études sans en parler à sa mère et été la maîtresse d'un de ses professeurs, Pierre Bouvreuil, qui l'avait demandé en mariage. Les deux héros découvrent un lien de parenté entre Laurène et Sabine et une usurpation d'identité.
- Distribution :

Par ordre d'apparition au générique de fin :
- Jacques Spiesser : Simon Magellan
- Francis Perrin : Antoine Mongeville
- Gaëlle Bona : Valentine Duteil

- Nathalie Besançon : Florence Higel
- Marie de Stefano : Cordelia Magellan
- Clémence Bretécher : Laurène
- Guillaume Denaiffe : Daniel
- Étienne Durot : Cédric
- Alexandra Mercouroff : Marie
- Raphaël Mathon : Pierre Bouvreuil
- Maryne Bertieaux : Laurence
- Sébastien André : Policier (Jeanjean)
- Isabelle Auvray : Carine
- Geoffrey Boutan : Meunier
- Olivia Gotanègre : Myriam, secrétaire
- Floriane Potier : Hôtesse
- Philippine Martinot : Sabine
- Commentaire :
  - Ce crossover entre Mongeville et Commissaire Magellan, deux séries policières de la même chaîne, permet de réunir à l'écran Francis Perrin et Jacques Spiesser, qui n'avaient plus joué ensemble depuis le film La Gifle, de Claude Pinoteau, sorti en 1974.

### Saison 4

#### Épisode 1:Séminaire à vif
- Réalisation : Bruno Garcia
- Scénario : Kristel Mudry, Sébastien Vitoux avec Céline Guyot et Martin Guyot.
- Première diffusion  France : 25 novembre 2017
- Audience :  France : 4,338 millions de téléspectateurs (19,6 % de part d'audience)
- Synopsis :
  - Lors d'un séminaire d'entreprise a lieu une "Murder Party". Une serveuse du restaurant, Clara Roussel, 28 ans, a été assassinée. On retrouve son corps dans la piscine. Alban Ségur, PDG de la société "Beau Nature", a organisé la Murder Party pour distraire son équipe. Très vite, Mongeville et Valentine constatent qu'il existe une tension entre Alban Ségur et son associé, le directeur des ressources humaines Xavier Masson. Le petit ami de la victime, Jordan Koziac, cuisinier au domaine, raconte aux enquêteurs que Clara a été l'objet d'avances d'un membre du séminaire, Jean-Baptiste Redin. Avant d'être serveuse, Clara Roussel avait failli faire partie des collaborateurs de l'entreprise. Xavier Masson s'était opposé à son embauche après une période d'essai. Peu après, Masson se suicide.
- Distribution :
  - Bernard Yerlès : Alban Ségur
  - Catherine Wilkening : Fabienne Treille
  - Yvon Back : Xavier Masson
  - Magalie Mateci : Eva Zambelli
  - Chloë Charvolin : Sophie Guerand
  - Damien Gouy : Jean-Baptiste Redin
  - Sara Pasquier : Elodie Fournier
  - Garance Thénault : Clara Roussel
  - Franck Adrien : Le directeur de l'hôtel
  - Alexandra Bialy : Aurore
  - Thomas Di Genova : Jordan Koziac
  - Clément Carabédian : un séminariste
  - Maxime Jullia : le vendeur informatique
  - Christian Scelles : homme mort "Murder Party"
  - Bruno Munda : employé réception
  - Alexandra Moralès : policière
  - Yves Yan : homme visio-conférence
- Lieux de tournage : château de Bagnols à Bagnols (Rhône) et château de La Gallée à Millery (Rhône)

#### Épisode 2:Parfum d'amour
- Réalisation : Marwen Abdallah
- Scénario : Céline Guyot et Martin Guyot.
- Première diffusion  France : 2 décembre 2017
- Audience :  France : 4,376 millions de téléspectateurs (19,1 % de part d'audience)
- Synopsis :
  - Le capitaine Valentine Duteil retrouve le corps d'un médecin, qui fut son amant, Hervé Lamski. Lors de leur séparation, elle avait fait une dépression et Briare la convoque. Mongeville donne un alibi à Valentine en faisant un faux témoignage. Désormais, Valentine doit retrouver le coupable du meurtre d'Hervé Lamski avant que ses collègues découvrent leur passé commun. Parmi les suspects, Irène Dampierre qui allait être la belle mère de Lamski, et a été vue par Pierre, le frère de la victime, quittant les lieux du crime. Malgré le drame, Irène Dampierre maintient une réception où l'on présente le premier parfum créé par son fils Morgan. Irène raconte comment elle a surpris sa fille Sybille avec Hervé Lamski. Menant une enquête sur son futur gendre, elle a découvert qu'il était endetté et intéressé selon elle par la fortune de la famille Dampierre. Au fur et à mesure que l'enquête avance, l'étau se resserre autour de Valentine. On découvre alors que Morgan Dampierre ne possède aucun don pour créer des parfums, et que c'est sa sœur Sybille qui le fait. L'enquête devient plus complexe lorsqu'il s'avère qu'Hervé Lamski avait cambriolé la villa des Dampierre avec la complicité de Sybille.
- Distribution :
  - Marianne Basler : Irène Dampierre
  - Katia Miran : Sybille Dampierre
  - Théo Frilet : Morgan Dampierre
  - Constance Labbé : Laurane Dampierre
  - Alban Casterman : Daniel
  - Tristan Robin : Hervé Lamski
  - Sébastien Limessart : Pierre Lamski
  - Alain Azerot : Professeur Carduso
  - Jean-Baptiste Sagory : Patrick Laurent
  - Jean-Pierre Hebrard : Monsieur Dampierre

#### Épisode 3:Meurtre à la une
- Réalisation : Marwen Abdallah
- Scénario : Baptiste Filleul avec Céline Guyot et Martin Guyot.
- Première diffusion  France 9 décembre 2017
- Audience :  France : 4,638 millions de téléspectateurs (20,9 % de part d'audience)
- Synopsis :
  - Le rédacteur en chef de "Grand Ouest", Valéry Prat , est retrouvé mort après une chute d'un immeuble. La thèse du suicide est vite écartée. Il a été poussé. La victime était sur le point de crééer son propre journal et avait donné sa démission. Il doit être remplacé par Mariam Ben Kacem. Valentine et Mongeville interrogent les collaborateurs de la victime. Prat avait eu une vive discussion avec Michel Priolet, un ancien du journal aux méthodes jugées dépassées. Priolet avait déclenché un audit sur les notes de frais abusives de Valéry Prat. Très vite, on découvre que Mariam était la maîtresse de Prat dont elle était enceinte, et qu'il avait incité à se faire avorter. L'homme était en instance de divorce. Les enquêteurs trouvent que Valéry Prat n'a pas publié l'article de Priolet en échange de pots de vin. Il a monnayé son silence auprès d'un certain Stanislas Piaggi sur une affaire de dopage en échange du financement de son nouveau journal.
- Distribution :
  - Olivier Sitruk : Valery Prat
  - Samira Lachhab : Mariam El Bouhali
  - Claire-Lise Lecerf : Adelaïde Brassac
  - Léonard Matton : Stanislas Piaggi
  - Fargass Assandé : Ousmane Kadiake
  - Vincent Primault : François Clairefont
  - Stéphane Boucher : Michel Priolet
  - Caroline Bourg : Judith Prat
  - Adrien Schmück : Théo Meunier
  - Nicolas Wanczycki : Didier Chair
  - Gaël Tavares : Anthony Kadiake
  - Léonard Prain : William Bihan
  - Anaïs Fabre : réceptionniste hôtel
  - Isabelle Gazonois : la factrice

#### Épisode 4:La Porte de fer
- Réalisation : Delphine Lemoine
- Scénario : Simon Jablonka
- Première diffusion  France : 19 mai 2018
- Audience :  France : 4,139 millions de téléspectateurs (21,3 % de part d'audience)
- Synopsis :
  - On retrouve chez Marguerite de Sidonia, auteur de romans policiers mettant en scène le commissaire Ferdinand, le cadavre de sa fille Laurence. La sœur de la victime, Virginie, explique aux enquêteurs que Marguerite a fait un AVC et est soignée par un infirmier, Samuel Addad, qui l'éloigne de ses enfants et dilapide sa fortune avec un salaire très élevé. Le mystère le plus complet règne sur les circonstances du meurtre, Laurence ayant été retrouvée en haut d'une tour dans un lieu clos. Chez Laurence, on retrouve une pièce de monnaie rare. Le frère de la victime; Patrice, commissaire aux comptes, interrogé par Valentine, accuse Samuel d'être le meurtrier. Valentine a des soupçons devant le train de vie de l'infirmier. Placé en garde à vue, Samuel est libéré faute de preuves de sa culpabilité. Les enfants font une demande de curatelle pour protéger leur mère. Un juge finit par prononcer la mesure. Nommé curateur, Patrice de Sidonia, alors qu'il se trouve seul au château de sa mère, est victime d'une tentative d'assassinat. Il est dans le coma. Mongeville découvre que Marguerite n'écrit plus ses romans et se contente de leur donner son nom. Il oriente son enquête vers les domestiques.
- Distribution :
  - Andréa Ferréol : Marguerite de Sidonia
  - Éric Berger : Patrice de Sidonia
  - Hélène Seuzaret : Virginie
  - Foëd Amara : Samuel Addad
  - Fred Nony : Charles
  - Muriel Machefer : Françoise
  - Zoë Garcia : Ombline
  - Anne Cart : Laurence
  - Isabelle Fruleux : Cécilia
  - Céline Perra : Diane
  - Cyril Fragnière : Kevin Wasser
  - Virginie Stevenoot : Juge des tutelles
  - Sylvie Batby : Chef de service
  - Félix Tréhor : Médecin Samu
  - Nathalie Boileau : Aide soignante fan
  - Julie Hercberg : Doublure Valentine

- Lieu de tournage : château de Montaigne à Saint-Michel-de-Montaigne[17]

### Hors-Saison

#### Épisodecrossover2:Mongeville et Magellan - Un amour de jeunesse
- Réalisation : Emmanuel Rigaut
- Scénario : Céline Guyot et Martin Guyot.
- Première diffusion  France 5 mai 2018
- Audience :  France : 4,195 millions de téléspectateurs (20,6 % de part d'audience)
- Synopsis :
  - Delphine Lindbergh, une ex de Magellan, l'appelle à l'aide ainsi que Mongeville. Elle était aussi la fiancée de ce dernier. Alors qu'elle leur a donné rendez-vous, ils rencontrent sa fille Sara, qui ne connaît pas son père. Venue à Bordeaux pour le mariage de sa fille, elle a accepté un travail pour une expertise de collection de tableaux appartenant à François d'Arcy. Elle est accusée du meurtre de François d'Arcy, retrouvé poignardé, et de s'être enfuie avec un tableau de cinq millions d'euros. Nos deux héros vont tâcher de prouver l'innocence de leur ancienne dulcinée et de la tirer d'affaire. Mongeville et Magellan interrogent Paul Morel, qui a menti pour se faire engager par François d'Arcy en disant qu'il avait le diplôme requis. Nos héros agissent en toute illégalité. Morel prétend s'être rendu à l'hôtel où séjournait Delphine. Paul Morel révèle qu'il est le compagnon d'Hervé d'Arcy à l'insu de tous.
- Distribution :
  - Jacques Spiesser : Magellan
  - Florence Coste : Sara Lindbergh
  - Nathalie Villeneuve : Mathilde D'Arcy
  - Elisa Servier : Delphine Lindbergh
  - Hubert Roulleau : Paul Morel
  - Max Geller : Christian, futur mari de Sara
  - Mathieu Ehrhard : Hervé D'Arcy
  - François-Eric Gendron : François D'Arcy
  - Katia Bohomolec : Laure
  - Julien Leglise : serveur
  - Laurent Letellier : Hubert
  - Julie Hercberg : employée boutique de mariage
- Commentaires :
  - Cet épisode a été diffusé entre les épisodes 3 et 4 de la saison 4
  - Exceptionnellement, et pour la seule fois depuis le début de la saison 2, le juge Mongeville n'est pas flanqué du capitaine Duteil. Gaëlle Bona n'est d'ailleurs pas créditée au générique.

### Saison 5

#### Épisode 1:Vénus maudite
- Réalisation : Bénédicte Delmas
- Scénario : Baptiste Filleul et Fabien Champion
- Première diffusion  France : 8 décembre 2018
- Audience :  France : 4,471 millions de téléspectateurs (21,3 % de part d'audience)
- Synopsis :
  - Sur un site archéologique est retrouvé le corps d'un certain Elias Lahoud, qui a été assassiné. La responsable du site, Lucie Lorrain, est soucieuse que l'on n'endommage pas le site. Valentine et Mongeville interrogent Matteo, qui travaillait avec la victime, dans l'attente de la venue de sa mère Cora. Lucie Lorrain était absente le jour du crime. Elle avait repoussé les avances d'Elias, que la hiérarchie lui a imposé. Il y a un mois, on a découvert sur ce site une Vénus, une des plus anciennes représentations de femme. Valentine se demande si Lucie n'avait pas la crainte qu'Elias Lahoud ne s'attribue le mérite de la découverte.
- Distribution :
  - Armelle Deutsch : Lucie Lorrain
  - Quentin Faure : Elias Lahoud / Medhi Belkacem
  - Marianne James : Agnès de Barneville
  - Oleg Ossina : Matteo Calvi
  - Marie Denarnaud : Cora Calvi
  - Mathieu Bisson : Paul Lorrain
  - Jean Mouriere : Hadrien Lelay
  - Anthony De Azévedo : Tony OCBC

#### Épisode 2:Le port de l'angoisse
- Réalisation : Bénédicte Delmas
- Scénario : Sébastien Paris et Eric Verat avec Fabien Champion.
- Première diffusion  France : 27 avril 2019
- Audience :  France : 3,724 millions de téléspectateurs (17,7 % de part d'audience)
- Synopsis :
  - Henri Blondel, qui possède une grande entreprise, est retrouvé mort sur les docks, enfermé dans un container. Dès leur arrivée sur les lieux, Valentine et Mongeville se heurtent à l'opposition des dockers. L'enquête commence auprès du système de surveillance des docks. Mongeville et Valentine interrogent la fille de la victime, Iris, qui cherche à sauver l'entreprise qui était en grande difficulté et dépend désormais de ses actionnaires. L'enquête se poursuit auprès du journaliste Hugues Ferro qui a voulu dans un livre dénoncer les malversations de Blondel et a été ruiné par un procès en diffamation.
- Distribution :
  - Laure Marsac : Iris Blondel
  - Frédéric Kneip : Capitaine Plessis
  - Chick Ortega : Candebas
  - Christian Caro : Paul Bodin
  - Alain Raimond : Henri Blondel
  - Lise Laffont : Sabine Ferro
  - Eric Bougnon : Naveau
  - Laëtitia Eïdo : Emilie Blondel
  - François-David Cardonnel : Ronan Blondel
  - Patrice Gallet : Docker 1
  - Sébastien Turpault : Docker 2
  - Pol White : Grutier
  - François Briault : Hugues Ferro
  - Jean-Stéphane Souchaud : Germain Lacazou
  - Marie Delmares : Capitaine port de plaisance
- Lieux de tournage : Anglet, Arcachon, Bordeaux, Carbon-Blanc, St Martin-du-Bois

#### Épisode 3:La Ferme de Louise
- Réalisation : Dominique Ladoge
- Scénario : Fabien Champion et Baptiste Filleul
- Première diffusion  France : 7 décembre 2019
- Audience :  France : 4,131 millions de téléspectateurs (21,4 % de part d'audience)
- Synopsis :
  - Alice Gérard, 28 ans, ouvrière agricole, est retrouvée morte à la suite d'un incendie. Valentine Duteil, qui a peur des oiseaux, apprend qu'Alice a été assommée avant de mourir asphyxiée. Sa patronne, Louise Chambord, les informe qu'Alice venue de Paris avait trouvé le calme dans cette nouvelle vie. La victime a appelé cinq fois le fils d'Alice, Frédéric. Le jeune homme apprend à Mongeville qu'Alice était amoureuse de lui, mais qu'il est fidèle à sa femme. Frédéric et son épouse ont un restaurant et ne se servaient plus depuis quelques semaines chez Louise Chambord. Un témoin se manifeste, un chanteur amateur, Rob Dylan. Attiré par Alice, il a assisté à une altercation entre Marcel Foucher, le président du comité des fêtes du village et un important céréalier.
- Distribution :
  - Anny Duperey : Louise Chambord
  - Aurore Paris : Alice Gérard
  - Renan Carteaux : Frédéric Chambord
  - Julie Papin : Carole Chambord
  - Joël Dupuch : Marcel Foucher
  - Mickaël Erpelding: Alexandre Foucher
  - Olivier Pagès : Philippe Metral
  - Wallerand Denormandie: Antonin De Garcie
  - Shemss Audat: Carmen Colignon
  - Lilly-Fleur Pointeaux: India Chambord
  - Xavier Mussel: Rob Dylan
  - Cécile Bayle: Villageoise
  - Jean-Marc Noirot-Cosson: Zadiste 1
  - Limengo Benano-Melly: Zadiste 2
  - Anne Cordin: Zadiste 3
- Lieu de tournage : village de Pressignac-Vicq

#### Épisode 4:Remous en thalasso
- Réalisation : Dominique Ladoge
- Scénario : Cécile Leclere et Sarah Malleon avec Fabien Champion.
- Première diffusion  France : 14 décembre 2019
- Audience :  France : 4,117 millions de téléspectateurs (18,9 % de part d'audience)
- Synopsis :
  - Dans un centre de thalassothérapie où Mongeville séjournait, "Les cyclades", on retrouve le corps d'une jeune femme qui se serait suicidée par overdose. Pris de doute, Mongeville commence son enquête en appelant Valentine Duteil qui est en vacances. Se faisant passer pour la fille de Mongeville, Valentine interroge Brigitte Vantrel, qui dirige le centre. Les parents de Léa se présentent, accablés. Barbara Lenoir, une comédienne, est présente au centre et était jalouse de Léa. Valentine découvre un stock de médicaments que détient le masseur, Mathieu, placé en garde à vue. Léa était une journaliste enquêtant sur place sur un trafic de médicaments. Valentine et Mongeville soupçonnent Henri Saulnier, un gros investisseur, d'être le meurtrier. Mais Brigitte Vantrel fait des expérimentations cellulaires. Un sportif, Cyril Meynard, les met sur la piste.
- Distribution :
  - Carole Richert : Brigitte Vantrel
  - Juliet Lemonnier : Léa Chassain
  - Agnès Soral : Barbara Lenoir
  - Daniel Njo Lobé : Mathieu
  - Christian Charmetant : Henri Saulnier
  - Jeff Bigot : Marc
  - Margherita Oscuro : Jeanne
  - Laurent Saint-Gérard : Thomas Mazingues
  - Philippe Candeloro : Cyril Meynard
  - Olivia Lancelot : Maud Brabetz
  - Clair Jaz : Soignante Suzy
- Lieu de tournage : Dax, notamment à l'Hôtel Spendid

### Saison 6

#### Épisode 1:Mauvaise foi
- Réalisation : Edwin Baily
- Scénario : Marie-Sophie Ahmadi et Armelle Robert.
- Première diffusion  France : 4 avril 2020
- Audience :  France : 5,381 millions de téléspectateurs (20,6 % de part d'audience)
- Synopsis :
  - Une carmélite, Améie Carette, est retrouvée morte étranglée dans un couvent par Sœur Zoé, qui doit prononcer ses vœux. Valentine et Mongeville interrogent Mère Catherine qui dirige les lieux. Le père de Zoé Maret, Bruno, a porté plainte il y a deux mois contre Sœur Amélie pour embrigadement sectaire. Le commissaire Briare a mené et classé l'enquête. Nos héros rencontrent Bruno Maret qui leur apprend que sa fille a eu un cancer et que Sœur Amélie attribuait sa guérison à une intervention divine. L'enquête se poursuit auprès de Zoé. Elle dément avoir été embrigadée. Elle leur dit que la veille, Amélie est venue la voir et était troublée. Elle lui a demandé si elle était toujours d'accord de prendre le voile. Depuis quelque temps, Amélie était moins motivée. À la suite de cet entretien, Valentine et Mongeville retournent interroger Bruno Maret qui admet que Sœur Amélie est venue le voir deux jours avant.
- Distribution :
  - Catherine Jacob : Mère Catherine
  - Natacha Régnier : Sœur Amélie Carette
  - Julia Artamonov : Sœur Zoé Maret
  - Jean-Pierre Lorit : Evêque Barrault
  - Esther Valding : Blanche Maurepas
  - Sophie Vaslot : Florence Maurepas
  - David Mira-Jover : Hubert Maurepas
  - Bastien Ughetto : Père Timothée
  - Dounya Hdia : Anne
  - Aurore Frémont : Chloé
  - Franck Manzoni : Bruno Maret
  - Pierre Morice : agent immobilier
  - Cécile Rittweger : Sœur Hortense
  - Cédric Lepers : Monsieur Raymond
- Lieu de tournage : abbaye de Fontfroide

#### Épisode 2:Le Mâle des montagnes
- Réalisation : Edwin Baily
- Scénario : Fabien Champion.
- Première diffusion  France : 11 avril 2020
- Audience :  France : 5,863 millions de téléspectateurs (22,6 % de part d'audience)
- Synopsis :
  - Un guide de haute montagne, Simon Jourdain, se tue en parapente. Mongeville découvre que la gaine du parapente a été sabotée et qu'il s'agit d'un meurtre prémédité. Valentine et Mongeville interrogent la veuve, Ariane, qui vit avec son père Serge Rousseau. Puis fouillent dans la vie privée de la victime. Ils font la connaissance d'un personnage pittoresque, Luce. Elle leur parle de Yannick Pavet qui a démissionné car Simon lui avait volé sa clientèle. Il a un casier judiciaire à la suite d'actions violentes comme écologiste. Pavet leur explique que lors d'une excursion, il a été accusé de négligence, une des personnes qu'il accompagnait, une touriste américaine, ayant eu un grave accident et demandé d'être indemnisée. C'est Simon Jourdain qui a donné l'argent.
- Distribution :
  - Annelise Hesme : Ariane Jourdain
  - Jean-Marie Winling : Serge Rousseau
  - Annick Blancheteau : Luce
  - Fabrice Deville : Simon Jourdain
  - Yann Sundberg : Yannick Pavet
  - Stéphane Jobert : Joseph Kern
  - Sophie Robin : Pierrette Kern
  - Jules Capmartin : Gabriel Jourdain
  - Aliénor Seydoux : Lola Kern
- Lieu de tournage : village de Lescun (Pyrénées-Atlantiques)
- Incohérence géographique dans cet épisode car le premier village de montagne étant situé à 200 kilomètres de la ville de Bordeaux, il est impossible pour les protagonistes d'être plusieurs fois par jour aux deux endroits différents.

#### Épisode 3:Écran de fumée
- Réalisation : Denis Malleval
- Scénario : Fabien Champion et Pierre Doublier
- Première diffusion  France : 21 novembre 2020
- Audience :  France : 5,544 millions de téléspectateurs (21,9 % de part d'audience)
- Synopsis :
  - Lors d'un exercice de sécurité des pompiers en présence du préfet, une simulation d'accident, un sergent des pompier Alexandre Julliard meurt d'une insufficance respiratoire. Le commandant Ingrid Mercourt pense que la victime se droguait à la morphine. Valentine fait remarquer au commandant Mercourt que des ampoules de morphine ont disparu. Le commissaire Briare pense que les pompiers vont faire corps pour se défendre. Mongeville et Valentine découvrent que Prune Coullet, membre des pompiers, faisait l'objet de harcèlement et a demandé sa mutation. Mongeville interroge le meilleur ami de la victime, Lucas Morel, qu'il reconnaît car il a eu affaire à lui au tribunal pour enfants à Bordeaux. Valentine elle découvre que le sergent-chef Etienne Beaufort a dérobé l'argent des calendriers, et a cherché à faire accuser Alexandre Julliard.
  - Laurence Boccolini : Commandante Ingrid Mercourt
  - Édouard Montoute : Sergent-chef Etienne Beaufort
  - Guillaume Arnault : Caporal Lucas Morel
  - Étienne Diallo : Sergent Alexandre Julliard
  - Anne Comte : Chloé Roquefeuil
  - Jeanne Guittet : Prune Coullet
  - Sylvain Bolle-Reddat : Lionel Roquefeuil
  - Luc Boinon : Chef d'agrès
  - Loïc Varraut : Georges Roquefeuil
  - Julien Tiphaine : Le préfet
  - Joby Valente : Désirée Beaufort
  - Cécile Théodore : Pompière RCCI
  - Marie-Blanche Chapuis : Suzanne Delatour
  - Henri-Édouard Osinski : Papy Martin
  - Laurent Rayne : Chef opérateur
  - Christophe Serre : Officier superviseur
  - Léon Vitale : Chef d'agrès 2
  - Thomas Rousseau : Opérateur
- Lieu de tournage : Région Auvergne-Rhône-Alpes (Dardilly, Lyon, Millery, Saint-Priest, Tassin-la-Demi-Lune)

### Saison 7

#### Épisode 1:Le Bal des tartuffes
- Réalisation : Denis Malleval
- Scénario : Lola Gruber, Emmanuel Salinger
- Première diffusion  France : 28 novembre 2020
- Audience :  France : 5,073 millions de téléspectateurs (19,6 % de part d'audience)
- Synopsis :
  - Alors qu'ils assistent à une représentation théâtrale, Mongeville et Briare assistent à la mort violente de la comédienne Emilie Demorris qui fait une chute. Valentine et Mongeville rencontrent l'administratrice du théâtre, Cécile Major, qui veut remplacer au pied levé la victime par une autre comédienne. Mongeville explique à Valentine que le couple Cécile et Jean-Benoît Major se flatte d'être un couple libre depuis des années. Emilie Demorris était inconsciente lors de sa chute car elle avait été droguée. Briare s'inquiète pour son neveu Félix qui fait partie du théâtre. Adèle, la costumière, essaie de renseigner les enquêteurs sur ce qu'elle sait sur les membres de la troupe. Elle a vu Emilie filer chez Jean-Benoît Major juste avant sa chute fatale.
- Distribution (par ordre du générique de fin) :
  - Marisa Berenson : Margot Chabert/Flipote
  - Tom Hudson : Félix
  - Vincent Winterhalter : Jean-Benoit Major
  - Camille Aguilar : Émilie Demorris/Elmire
  - François Caron : Pierre-Antoine Dumesne
  - Martine Gautier : Christine/Madame Pernelle
  - Camille Nicolas : Clara Lequesteur/Elmire
  - Jean-Luc Burtin : Cléante
  - Fatah Boudia : Carlo/Orgon
  - Valentin Bigoin : Damis
  - Clémence Longy : Dorine
  - Jean-Claude Bolle-Reddat : Jeannot, le régisseur du théâtre
  - Audric Chapus : Ryan Briand
  - Marie-Aude Barrez : Adèle
  - Anne Loiret : Cécile Major
  - Emmanuel Salinger : Bernard Lequesteur

#### Épisode 2:Les Ficelles du métier
- Réalisation : Edwin Baily
- Scénario : Hugues Derolez et Fabien Champion
- Première diffusion  France : 10 avril 2021
- Audience :  France : 5,028 millions de téléspectateurs (20,7 % de part d'audience)
- Synopsis :
  - Nelson Monceau découvre le cadavre de Daniel Navarre, à la tête d'une entreprise de soierie lyonnaise que convoite le couturier Marin Talleyrand. Mongeville et Valentine rencontrent Romane et Leny Navarre, dont la victime était le frère. Leny n'est pas intéressé par la reprise de la soierie familiale. Monceau était présent du temps de feu Navarre père et fait aux policiers l'historique de l'entreprise. Les enquêteurs rencontrent Talleyrand, couturier haut de gamme. C'est un homme dur et hautain. Il a une jeune épouse, Daphné, dont il est jaloux et qu’il fait garder sous étroite surveillance.
- Lieux de tournage en région Auvergne-Rhône-Alpes : Lyon, Millery, Vernaison, Vichy, Villeurbanne
- Distribution :
  - Soierie Navarre
    - Alexis Loret : Daniel Navarre, directeur commercial de la soierie Navarre
    - Ségolène Prunier : Romane Navarre, sœur de Daniel et de Leny
    - Xavier Robic : Leny Navarre, frère de Romane et de Daniel
    - Frédérique Tirmont : Charlotte, mère de Romane, Leny et Daniel
    - Olivier Claverie : Nelson Monceau, contrôleur qualité de la manufacture
    - Marina Golovine : Cécile Renard, représentante syndicale
    - Héloïse Lecointre : Sylvie, l'ouvrière de la soierie qui fait rire ses collègues (au début de l'épisode)

  - Marque Talleyrand
    - Frédéric van den Driessche : Marin Talleyrand, grand couturier
    - Prudence Leroy : Daphné Talleyrand, égérie de la marque et épouse de Marin Talleyrand
    - Margaux Le Mignan : L'assistante de Marin Talleyrand
    - Yazan Almashni : Le garde du corps de Daphné Talleyrand

  - Autre(s) personnage(s)
    - Isabelle Desmazières : Une des esthéticiennes

#### Épisode 3:Béton armé
- Réalisation : Edwin Baily
- Scénario : Lola Gruber, Emmanuel Salinger, Fabien Champion
- Première diffusion  France : 27 novembre 2021 sur France 3
- Audience :  France : 4,470 millions de téléspectateurs (22,5 % de part d'audience)
- Synopsis :
  - Sur un chantier en construction, on découvre le corps de Pierre Lancien, architecte de renom, qui voulait finaliser un grand projet immobilier "La vallée verte". Son projet était très contesté. Déjà par une parlementaire, Barbara Forestier. Le début de l'enquête est fastidieux car le seul témoin est hongrois, Antal, et ne comprend pas le français. Mongeville et Valentine interrogent l'informaticien Mickaël d'Argent qui a vu partir avant le drame Nathalie Melbano, qui travaillait avec Lancien. Nathalie Melbano semble très troublée et fatiguée, éprouvée par la mort de Lancien. Elle avoue aux enquêteurs s'être disputé avec la victime. Elle était associée à Lancien et va désormais diriger l'entreprise. Aux yeux de Valentine, elle est suspecte. C'est alors qu'un homme se présente à la police, Guy Vachaud, affirmant que le meurtrier serait un nommé Julius Topard. Vachot travaille avec l'élue Barbara Forestier. Vachot montre un tract incendiaire de Topard aux enquêteurs, menaçant le projet de Pierre Lancien.
- Distribution :
  - Sophie Quinton : Nathalie Melbano
  - Marc Wilhelm : Mathieu Melbano
  - Jean-Yves Berteloot : Pierre Lancien
  - Anthony Candellier : Mickaël D'Argent
  - Amelle Abibou : Barbara Forestier
  - Luc Chambon : Eric Forbes
  - Tamas Dozsa : Antal
  - Pasquale D'Inca : Julius Topard
  - Vincent Fouquet : Jouffroy
  - Yvette Ferréol : Jeanine Cavaillès
  - Jean-Claude Delhumeau : Noël Cavaillès
  - Carinne Koeppel : Clémence Barjac
  - Alizée Linavert : Femme visiteuse
  - Stéphane Szestak : Homme visiteur
  - Franck Adrien : Guy Vachaud
  - Louis Perrin : Jeune homme
  - Vincent Boubaker : Militant 1
  - Antoine Besson : Militant 2
  - Audrey Bonnel : Stagiaire atelier Lancien
  - Sandra Vandroux : Journaliste TV

## Arrêt de la série
En 2020, malgré le succès d'audience, l'arrêt de la série est évoqué par la direction de France Télévisions, suscitant l'incompréhension de Francis Perrin et de fans qui lancent une pétition,. La série est officiellement arrêtée en 2021
À cette occasion, Francis Perrin précise que le changement de ville où se situe la série, passant de Bordeaux à Lyon, est lié à une volonté de changer des « sujets abordés permettent de changer d'univers ».

### Retour possible de la série
Dans une interview à Puremédias, Francis Perrin, qui incarne le personnage principal, s'est dit prêt à reprendre son rôle. Et d'ajouter : « Il n'y a pas une journée où les gens ne m'arrêtent pas pour me demander si Mongeville continue ou non. C'est la plus belle récompense. Que ce soit sur France 3 ou sur C8, il y a un public qui aime la série et qui aimerait que ça continue. » Des records d'audience qui réjouissent également Alexandra Clert, patronne de Son et lumière, la société de production de Mongeville : « Ça confirme que c'est une série qui plait et qui dépasse le strict cadre de France 3. Cela s'adresse à un public beaucoup plus généraliste que ce que j'imaginais. C'est une jolie surprise pour nous. », a-t-elle déclaré. Cette dernière serait également partante pour relancer la série : « Nous, on est prêts demain à reprendre le flambeau. On a les auteurs pour ce faire et les acteurs sont d'accord pour reprendre. »

## Commercialisation en DVD
- Le 6 octobre 2021 sortie en DVD d'un coffret 4 DVD (Volume 1).
- Le 26 janvier 2022 sortie en DVD d'un coffret 4 DVD (Volume 2).
- Le 20 avril 2022 sortie en DVD d'un coffret 3 DVD (Volume 3).
- Le 21 septembre 2022 sortie en DVD d'un coffret 3 DVD (Volume 4).